# ファハド王の噴水

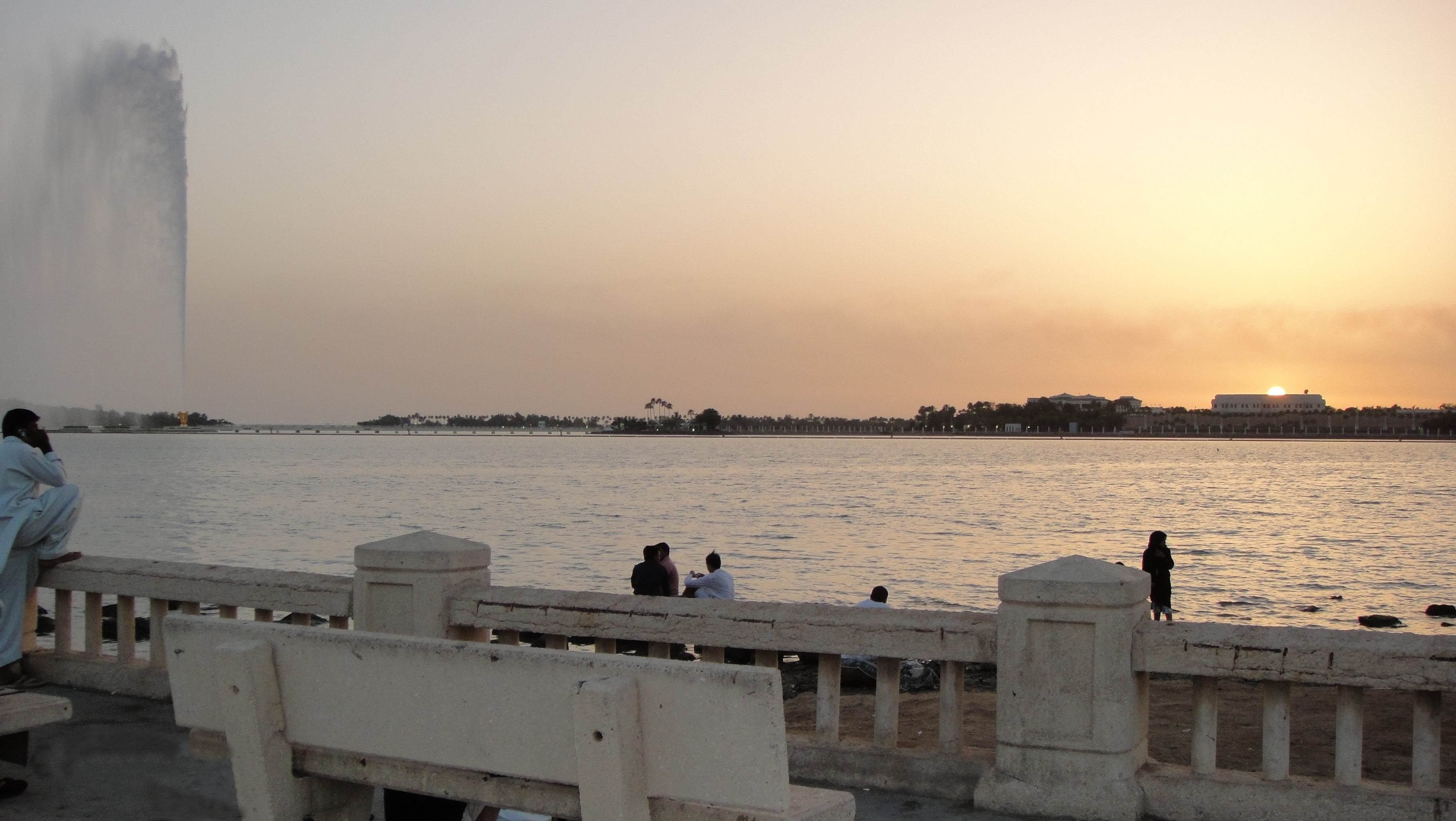
夕暮れのファハド王の噴水

ファハド王の噴水 (King Fahd's Fountain) は、ジェッダ噴水 (Jeddah Fountain) としても知られ、世界の噴水で最も高い。サウジアラビアの西海岸にある、ジェッダの海岸に位置している。噴水の最大の高さは、資料によって異なり、紅海の海面から853フィート (260 m)または1,024フィート (312 m)とされている。高さが低い方であったとしても、ファハド王の噴水は世界で最も高い。世界第2位である、アメリカ、イーストセントルイスのゲートウェイ・ガイザーは、高さ約630フィート (192 m)である。
噴水は、ファハド王によるジェッダ市への寄付で建設され、名称にもなっている。噴水はジェッダ周辺ではどこでも見ることができる。放出される水は、時速375キロメートル (233 mi)のスピードに達することもあり、吹き出された水の量は、18ショートトン (16,000 kg)を超える。噴水は、1980年から1983年にかけて建設され、1985年から運営している。噴水の水には、真水ではなく紅海からの海水を使用している。夜には、500以上のスポットライトでイルミネーションが行われる。
2010年3月27日、2010年アース・アワーに参加するため、噴水のライトが消された。